# Monte Caseros
Monte Caseros es una ciudad de Argentina ubicada al sureste en la provincia de Corrientes, en donde es cabecera del departamento homónimo. Dista a 402 kilómetros de la capital de la provincia. El municipio comprende la isla Itacumbú.
Frente a la ciudad argentina de Monte Caseros se encuentra Bella Unión (ciudad del departamento de Artigas, Uruguay) y al noreste la localidad brasileña, desde 1852, de Barra do Quaraí (Barra del Cuareim).
Estas tres ciudades forman un trifinio de potencial económico y turístico.

## Características
Esta ciudad es uno de los seis puntos tripartitos del continente al limitar con Uruguay y Brasil, uniendo también la historia de las tres ciudades que han conformado un circuito turístico. Durante el paseo por sus costas e islas, se puede conocer la historia de las tres hermanas. A Monte Caseros se la llama “La ciudad de los brazos abiertos”, por sus anchas calles que van de norte a sur o también denominada “Capital del Carnaval Artesanal”, por el lujoso trabajo que muestran sus comparsas por más de 50 años. Desde los orígenes de la ciudad se marca la personalidad de su gente, las ansias de progreso de un pueblo que superó los obstáculos para defender la identidad.

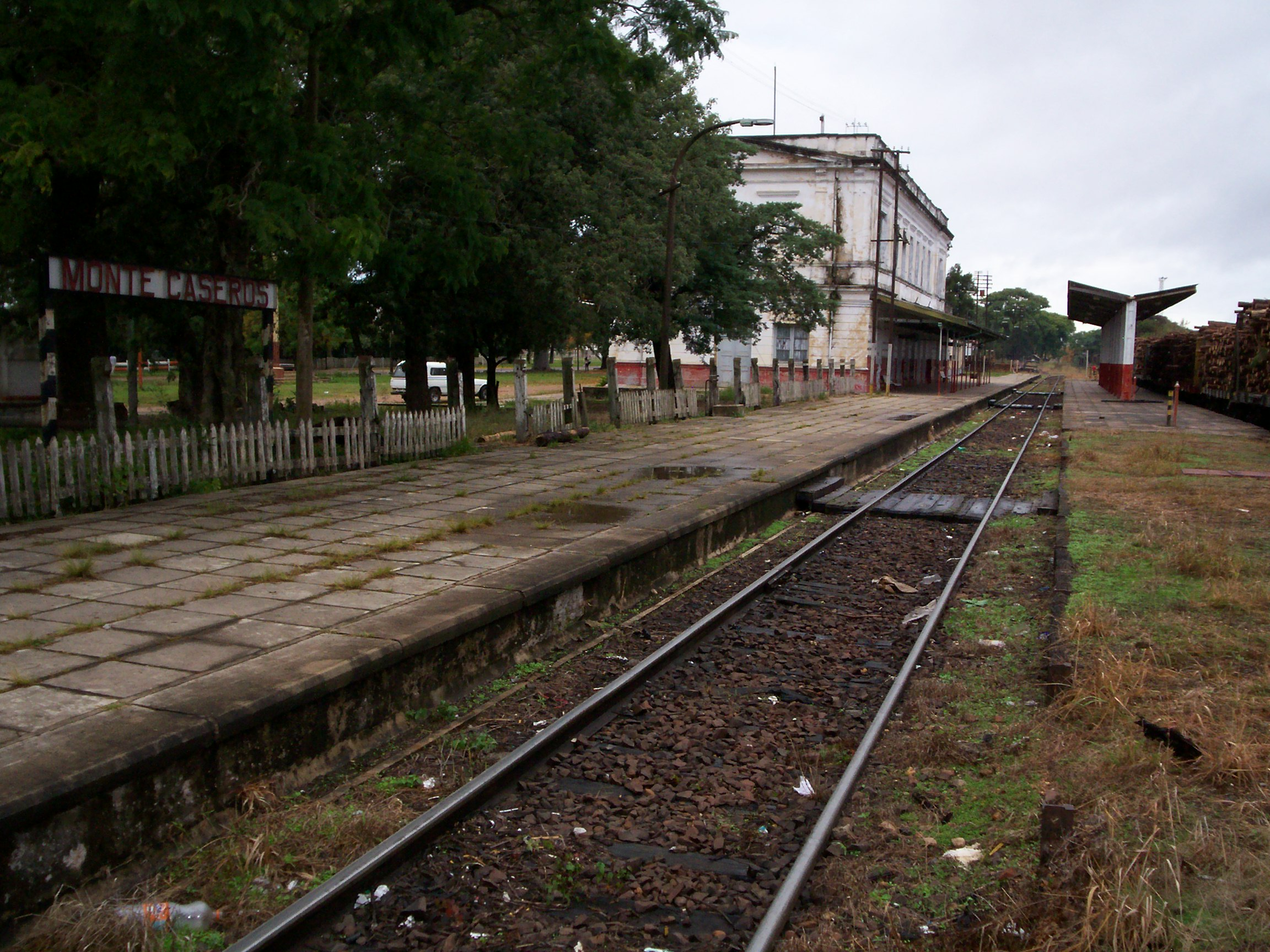
Estación Monte Caseros, ferrocarril Urquiza.

## Historia
Monte Caseros fue fundada el 5 de octubre de 1829, en el extremo sureste de la provincia de Corrientes, en la costa del Río Uruguay en el lugar denominado «Paso de los Higos». El gobernador correntino Dr. Juan Pujol ordenó por ley llamar «Monte Caseros» al departamento en homenaje a la batalla de Caseros acaecida el 3 de febrero de 1852 en el noroeste del actual Gran Buenos Aires, batalla que culminó con la caída de Juan Manuel de Rosas. Este departamento fue creado separándose así del departamento de Curuzú Cuatiá.
Inmediatamente se asientan pobladores, se delimita el ejido urbano, se trazan las calles, se delimitan los solares para la plaza pública e iglesia por acción del agrimensor Santiago Achinelli -disposición del PE por decreto del 23 de noviembre de 1829.
Este agrimensor también mensura las tierras alrededor del pueblo que luego toma en enfiteusis. Esta zona del pueblo y sus chacras pertenecían a las estancias «Rincón de la Merced» y «San Gregorio», fundadas por Juan de San Martín, (padre de José de San Martín, Prócer de la República Argentina), que ocupaban casi todo el departamento, de lo que es hoy Monte Caseros.
Este pueblo de Paso de los Higos, fundado por Cabral, sigue cultivando sus tierras y existiendo rudimentariamente hasta que un decreto del gobernador Cabral del 3 de julio de 1830 le da mayor importancia al disponer que toda la mercadería proveniente de la Banda Oriental debería ingresar indefectiblemente por Paso de Higos. El censo de 1833 da a los empadronados de «la costa del Uruguay» en el departamento de Curuzú Cuatiá 129 varones y 133 mujeres.
En 1836 el agrimensor Tomás Dulgeon mensura unos campos cercanos al pueblo entregados por el gobierno a personajes por acciones de guerra a favor de la Patria. En 1839 durante el bloqueo anglo-francés al Río de la Plata, el único puerto existente y por donde se hace tráfico de mercadería y armas era Paso de los Higos. Estos datos nos indican que su existencia como pueblo seguía transcurriendo con los sucesos diarios que iban marcando la tranquila actitud de sus pobladores.
Varias fundaciones tuvo Monte Caseros, la primera hace más de 200 años, después fue el entonces caserío llamado «Paso de Higos», el 5 de octubre de 1829. Llevaba ese nombre por «los Higuerones», unas plantas tipo tuna de hojas carnosas y fruto rojo lleno de espinas pero muy sabroso.
Esta fundación ya se ubicaría en las estancias «Rincón de la Merced» y «San Gregorio» fundadas por Juan de San Martín, padre de José Francisco de San Martín. En 1854, el gobernador Juan Gregorio Pujol, designó al naturalista Amado Bonpland, para que organice el Museo de Ciencias Naturales, el francés le transmite las virtudes del lugar de Paso de Los Higos y le insinúa refundar el pueblo y separarlo del departamento, de Curuzú Cuatiá al que pertenecía.
En 1855, el 2 de febrero, se produce la tercera fundación. El gobernador era contrario a la ideología del rosismo y en 1858, bautizó, a la ciudad con el nombre de la batalla donde Rosas fue derrotado: en el Monte de la familia Caseros en Buenos Aires, aunque no existe decreto del cambio de nombre la ciudad, solo del departamento. Se la llamó Monte Caseros, a través del paso del tiempo.

## Primeras instituciones
La primera escuela de varones funciona desde 1858 atendida por Adolfo Esperidón Fernández, y la de niñas al año siguiente. El 18 de febrero de 1859 se crea la parroquia Nuestra Señora de las Victorias, actual Nuestra Señora del Rosario. En 1862 se habilita el puerto para el comercio exterior. En 1863 se construye el cementerio y en 1864 se instala el alumbrado público. En 1867 se crea la Municipalidad que dispone en 1871 el ensanche del pueblo y la nomenclatura urbana.
En 1874 comienza la construcción del ferrocarril que une Monte Caseros con Concordia (provincia de Entre Ríos), que se inaugura al año siguiente con la presencia del Presidente de la Nación Nicolás Avellaneda. La vieja Estación del Este es hoy el Museo Histórico local. En 1875 aparece el primer periódico manuscrito, con el nombre de “El Clarín". En 1879 la vieja receptoría de rentas nacionales se convierte en aduana. En 1881 se funda la Sociedad Italiana. En 1890 se inaugura el hospital público denominado hoy “Dr. Samuel W. Robinson". En 1891 se funda la Sociedad Española. En 1898 se inaugura la línea del ferrocarril de Monte Caseros a Corrientes. En 1901 se libra al servicio público la comunicación telegráfica con la vecina ciudad fronteriza de Bella Unión, Uruguay.

## Religión
Monte Caseros no permanece ajena al fenómeno de fe y religiosidad que se extiende en el territorio argentino. Múltiples son los santuarios que pueden observarse en las viviendas particulares dedicados a distintos santos y al mítico «Gauchito Gil».
Clásicas son también las peregrinaciones que se dan cita en forma anual, como el caso de la procesión náutica en honor de la Virgen Stella Maris.
Por su parte, «San Cayetano» tiene su propio santuario ubicado en el Paraje Ibicuy que se encuentra a unos 15 kilómetros de distancia de la ciudad donde se celebra una verdadera fiesta cada 7 de agosto, coronando la peregrinación juvenil.
Las iglesias, cálidas y sencillas, son parte de la vida cotidiana de los habitantes de la ciudad, como lo son también las ermitas y la devoción a los diferentes santos y otros que no son aceptados por la religión católica.

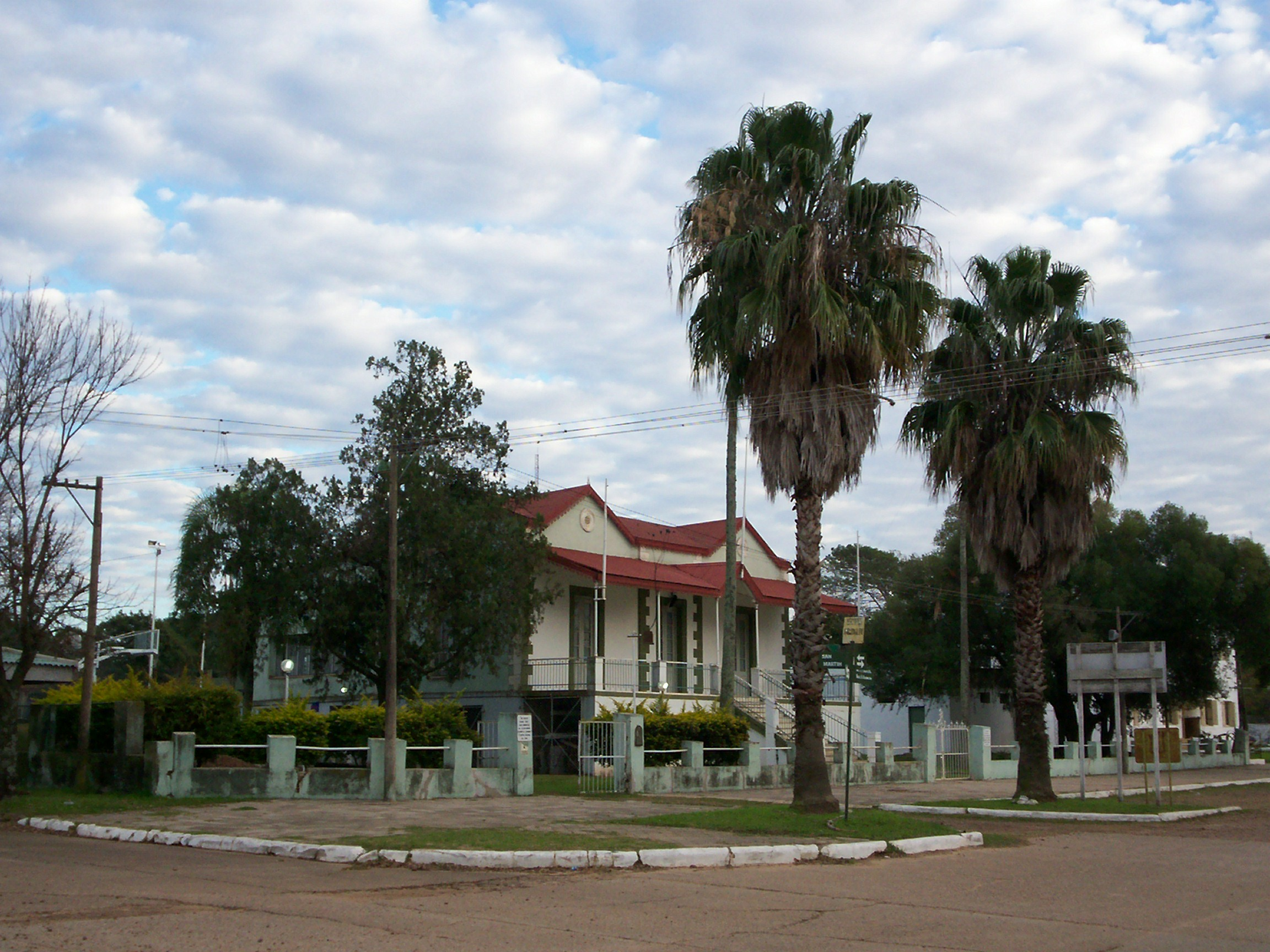
Club Náutico de Monte Caseros.

## Barrios
Monte Caseros, cuenta con 14 barrios y 7 villas:
| Barrios de Monte Caseros    |
| --------------------------- |
| Barrio 2 de Abril           |
| Barrio 29 Viviendas         |
| Barrio 308 viviendas        |
| Barrio Aviación             |
| Barrio Belgrano             |
| Barrio Centenario           |
| Barrio Centro               |
| Barrio El Puerto            |
| Barrio El Tiro              |
| Barrio Juan E. Martínez     |
| Barrio Malvinas Argentinas  |
| Barrio San Martín           |
| Barrio Parque Independencia |
| Villa Alustiza              |
| Villa Arteaga               |
| Villa Bella                 |
| Villa Bravard               |
| Villa Fedullo               |
| Barrio Florida              |
| Villa María Schmidt         |
| Villa Paulita               |

## Economía
La estructura productiva local está centrada fundamentalmente en la industrialización de productos primarios y comprende la producción de hilados y tejidos, el empaque de frutas y hortalizas, carne bovina y ovina, así también la producción de cítricos, apicultura no queda afuera, igualmente la plantaciones de arroz y la temporada de sandías. Otra actividad importante es el turismo.

### Cítricos
En Monte Caseros es muy importante la producción cítrica no solo como frutas frescas sino también como jugos concentrados y esencias. El primer lugar en la producción lo ocupan las naranjas, luego las mandarinas, le siguen los limones, y por último los pomelos. Gracias a la tecnología, han ido aumentado su calidad. La producción es consumida en la provincia, y el resto del país; y en el mercado externo como frutas frescas e industrializadas es decir como jugos. Esto último es exportado a Europa.

### Arroz
El arroz es el cultivo tradicional de la localidad, la fertilidad del suelo, la cantidad de agua y las zonas bajas son aprovechadas para la actividad arrocera. Su explotación se realiza con gran tecnificación y es destinada, en gran parte, a los mercados externos.

## Turismo

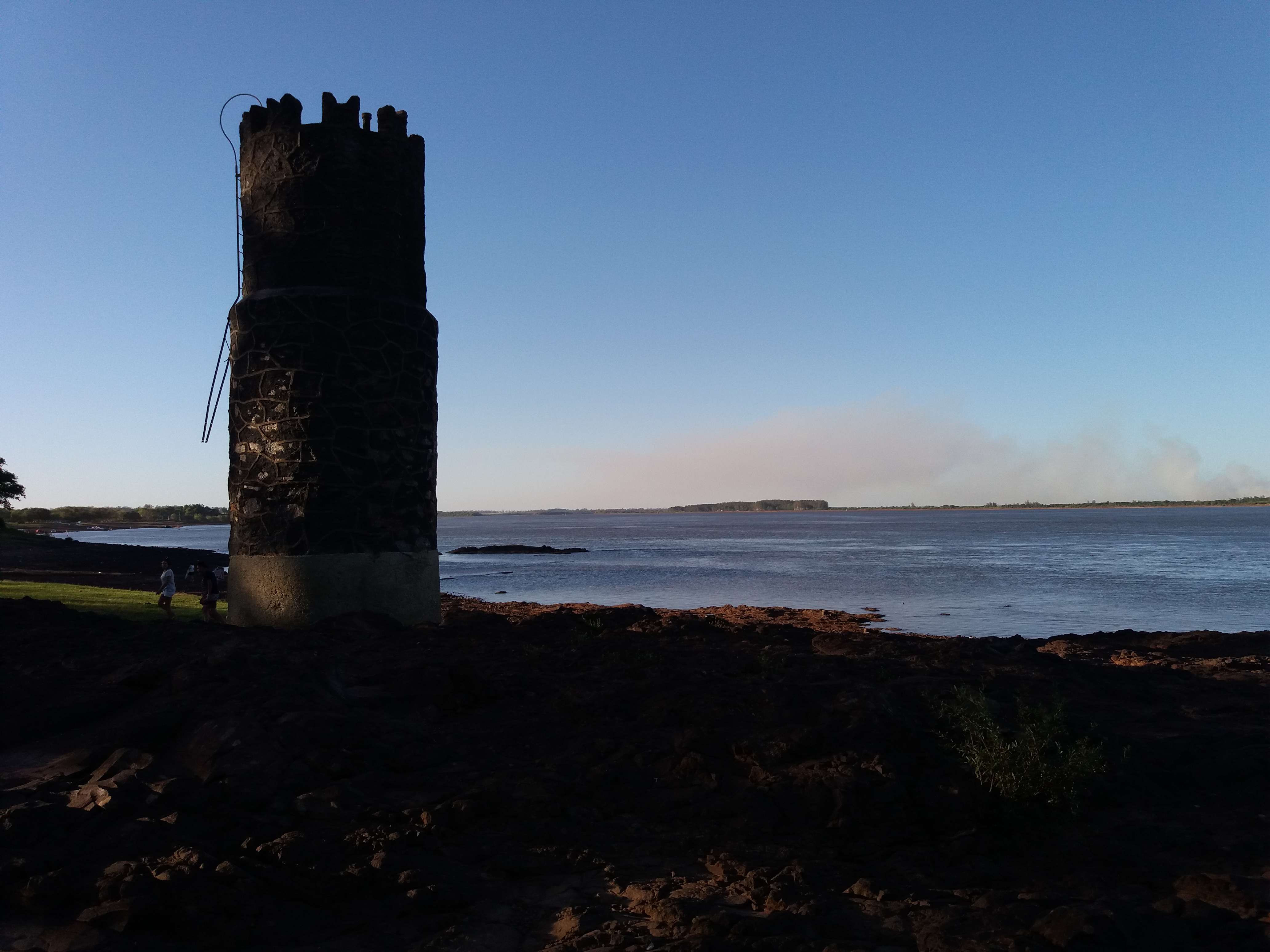
Vieja toma de agua.

Vieja toma de agua: Construida en 1936 por José Dal Cero,  se trata de una torre cilíndrica de piedra de 8 metros de altura y 3 metros de diámetro, rematada en su parte superior con almenas. Fue la primera toma elevadora de agua del río Uruguay, utilizada mediante una bomba ubicada en su interior para abastecer de agua potable al municipio y a la plaza central. Posteriormente, la red de distribución se extendió hasta el entonces "Hotel Argentino", actualmente sede del Instituto Superior de Formación Docente Ramón J. Cárcano. Con el paso del tiempo, y tras haber resistido importantes crecientes del río, la estructura fue adoptada por la comunidad como uno de los símbolos patrimoniales de la ciudad.
El guardián del río: Escultura de chatarra reciclada, realizada por el artista local Matias Astarloa. La obra representa al dorado, una de las especies más representativas del Río Uruguay. Se encuentra emplazada en la costanera, en las inmediaciones del puerto aguatero. Su objetivo es generar conciencia sobre la conservación del medio ambiente y las especies autóctonas, motivo por el cual lleva el nombre de “El guardián del río”.
Letras corpóreas: Estas letras monumentales que forman el nombre "Monte Caseros" están ubicadas en la intersección de la avenida costanera Almirante Brown y Eva Duarte de Perón. Constituyen un atractivo turístico moderno, muy frecuentado por visitantes que buscan tomarse fotografías con el paisaje del río como fondo.

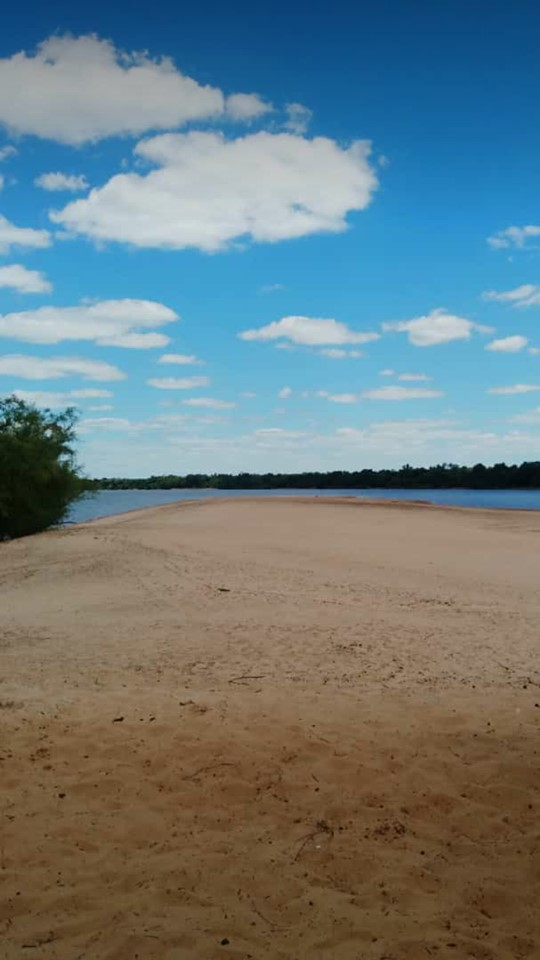
Islote de arena

Islote de arena: Banco de arena ubicado a escasa distancia de la Isla Correntina y del punto tripartito donde confluyen los límites de Argentina, Brasil y Uruguay. Es un lugar ideal para disfrutar del sol y la playa durante la temporada estival. Debido a su ubicación, solo es accesible mediante embarcaciones u otros medios acuáticos. 
Monumento a las lavanderas: Escultura de gran escala realizada con chatarra reciclada por Matias Astarloa.  Fue inaugurada el 19 de febrero de 2019 y alcanza los 6 metros de altura. Está ubicada frente a la emblemática "Cachuera", y rinde homenaje a las mujeres que, antiguamente, lavaban ropa en las aguas del río en ese sector. El 14 de diciembre del mismo año, la Promoción 1977 del Colegio Nacional Ramón J. Cárcano, realizó un reconocimiento al conjunto escultórico mediante la colocación de una placa con un poema de Juan Carlos Franceschini, en el que se exalta el esfuerzo, el legado y la dignidad de estas trabajadoras históricas. 
"Las Lavanderas
Mirando hacia la faz el horizonte
el majestuoso río que recorre
y que riega el basalto en su derroche,
emerge en el tiempo la figura
de las históricas lavanderas,
hoy Inmortalizadas en el hierro,
aquí muy cerca,
continúan lavando el alma
de miles de conciencias.
Son custodias perpetuas de ese río
que las vio crecer y cargar con sumo sacrificio,
el pesado fajo de intimidades
hasta la inmensidad de la Cachuera.
Su eterno recuerdo hoy se asienta
en su gran sabiduría omnipresente,
la de sus curtidas manos prodigiosas,
quienes blanqueaban las prendas con su arte
ahuyentando las penas y el cansancio,
dejando que el río se los lleve,
bien lejos, aguas abajo.
Los retazos de metal de sus vestidos
encierran la pasión de su ejercicio
y el fuerte reflejo de su egregio,
sus corazones nos iluminan en el tiempo
y nos dicen en silencio suavemente,
aquí estamos las eternas lavanderas!.
La pureza de su oficio viene de antaño,
esparcida por los intersticios de la tierra,
las lavanderas del mundo
tienen aquí en este sitio,
su merecido espacio de tributo."
Autor: Juan Carlos Franceschini
Monte Caseros - Año 2019"
Paseo de los patos: Paseo ribereño inaugurado el 11 de octubre de 2019, ubicado junto al río Uruguay, en las cercanías de la "Cachuera". Está conformado por diferentes senderos y puentes construidos artesanalmente, con una disposición que favorece la exposición solar. Incluye dos lagunas artificiales con sistemas de recirculación y movimiento de agua, que permiten el desarrollo de especies lacustres nativas. Gracias a estas condiciones, el sitio se ha transformado en un hábitat para la fauna avícola autóctona. También dispone de juegos infantiles, lo que lo convierte en un espacio recreativo ideal para toda la familia.
Centro Comercial: Ubicado en la intersección de las calles Tucumán y Eva Duarte de Perón, a pocos metros de la terminal de ómnibus, este centro comercial cuenta con 12 locales exteriores y otros espacios interiores. Ofrece una variedad de propuestas, entre las que se destacan locales de artesanías, gastronomía, heladerías y áreas recreativas.
Museo Estación del Este: Este museo fue declarado Museo Histórico Nacional en 1979. Está ubicado en una antigua estación ferroviaria y alberga una colección de objetos y documentos de valor histórico. También es sede de la Dirección Cultural Municipal y cuenta con una amplia sala de exposiciones, cuyas muestras son renovadas mensualmente.

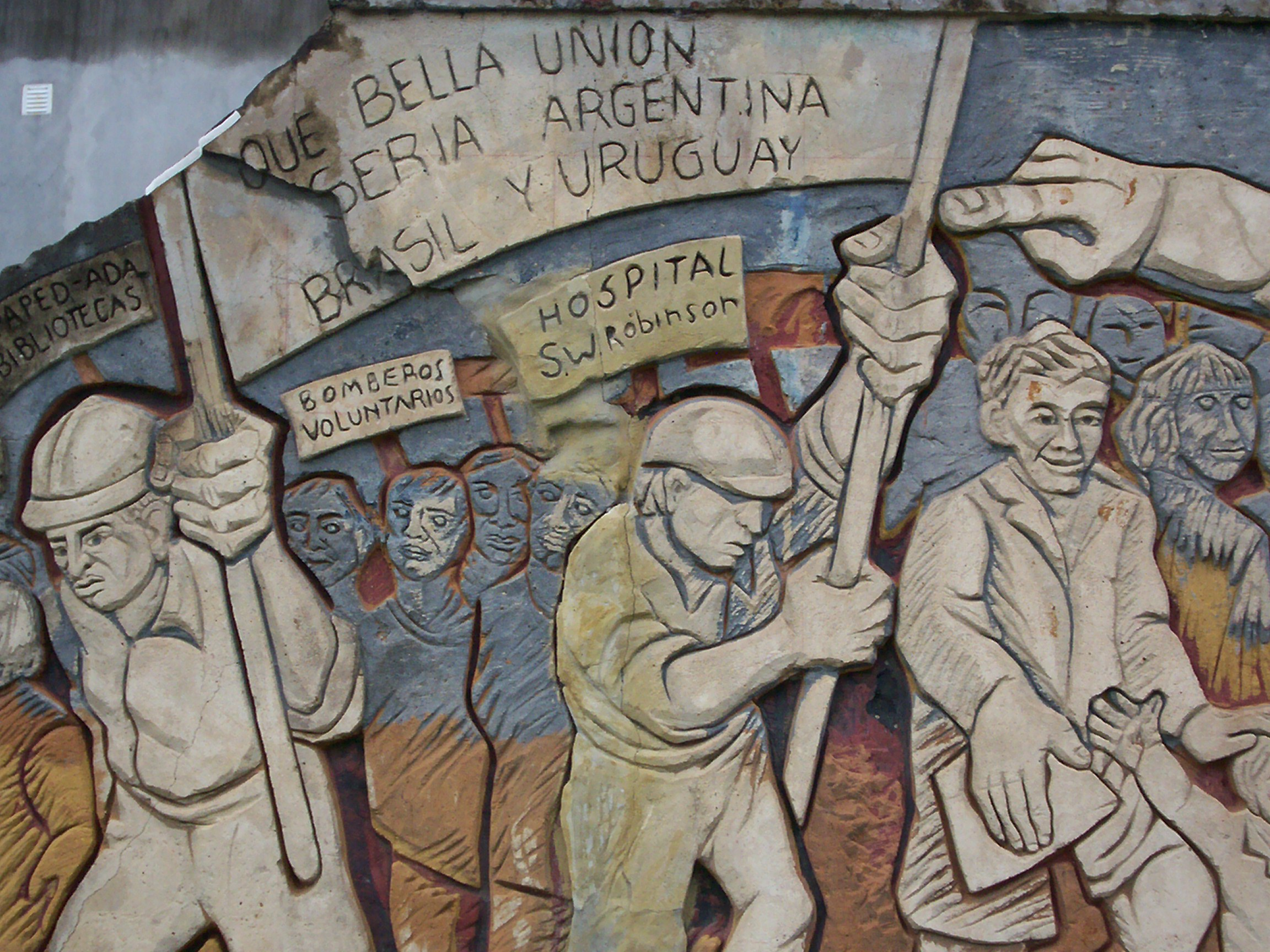
Murales en Monte Caseros.

Mural "Un paseo con historia": Considerado el mural más extenso de Latinoamérica, con una longitud de 84 metros. Fue realizado en tres etapas durante los meses de mayo, junio y octubre del año 2000. Narra la historia de Monte Caseros desde sus orígenes mediante imágenes desarrolladas con las técnicas de esgrafiado, mosaico cerámico y mosaico de piedra. La obra fue coordinada por el escultor mexicano Ariosto Otero, la artista bonaerense Cristina Terzaghi y el correntino Jose Kura y ejecutada por el equipo ULMCAM (Mónica Arzani, Patricia Carrillo, Eugenia Linares, Daniela Almeida), junto a artistas locales como Claudia Gil, Carlos María Franceschini, Sonia Fabrello, Maria Jose Arrondo, Maria Elisa Arrondo, Noemi Ciaponi, Mariana Erro y Gabriel Erro. Este atractivo turístico se encuentra ubicado en el paseo del este, ubicado a escasos metros de la plaza principal. El mural se encuentra en el Paseo del Este, a escasos metros de la plaza principal. Desde abril de 2024, se encuentra en proceso de restauración, bajo la supervisión de Jose Kura y con la participación de veinte artistas montecasereños.
Parque acuático termal: El Parque Acuático Termal de Monte Caseros, inaugurado en febrero de 2014, es el primer parque termal de la provincia de Corrientes. Se encuentra emplazado a orillas del río Uruguay, sobre un predio de aproximadamente 4 hectáreas, y constituye uno de los principales atractivos turísticos de la ciudad.
El parque cuenta con tres piscinas alimentadas por aguas termales: una semiolímpica cubierta destinada a la práctica de natación y recreación deportiva, y otras dos piletas de uso familiar, una de ellas diseñada especialmente para niños. Las temperaturas del agua oscilan entre los 33 y 39 °C, dependiendo de la pileta, lo que permite su utilización durante todo el año.
El complejo ofrece además vestuarios, sanitarios, duchas, juegos infantiles, amplios sectores parquizados con sombra natural, bancos, senderos peatonales, y zonas de descanso. También cuenta con un resto-bar para el servicio gastronómico, lo que amplia la oferta de servicios del lugar.
Las aguas termales del parque provienen de una perforación realizada a más de 1.000 metros de profundidad, correspondiente al Acuífero Guaraní, uno de los reservorios de agua dulce subterránea más importantes del mundo. Estas aguas poseen propiedades mineromedicinales, especialmente recomendadas para afecciones óseas, dermatológicas y de relajación general. El parque constituye, por lo tanto, una propuesta de turismo saludable y bienestar.

Durante la temporada alta, se organizan actividades recreativas, jornadas de gimnasia acuática y eventos culturales. El predio es apto tanto para turistas como para residentes locales.

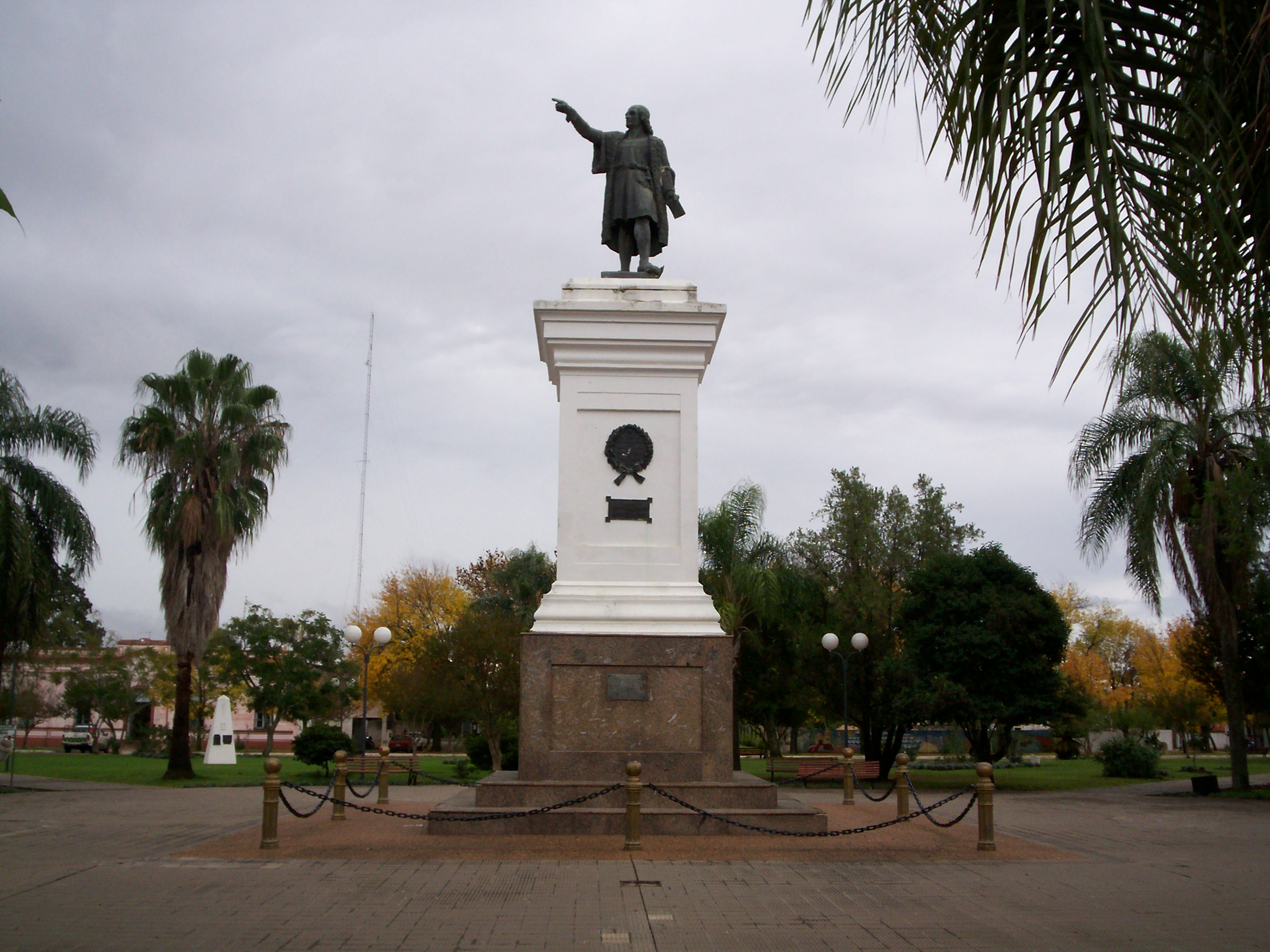
Plaza Colón (Monte Caseros).

Plaza Colón: es el centro de la ciudad de Monte Caseros, donde se realizan fiestas cívicas, encuentros artesanales y festivales. Allí se eleva el primer Monumento a Cristóbal Colón del país, el cual data del año 1892, al cumplirse los 400 años de la llegada a América. En una de sus diagonales, se halla el busto del Dr. Juan Gregorio Pujol, fundador del departamento de Monte Caseros, exgobernador de la Provincia.
Es el espacio público más emblemático de Monte Caseros y centro de numerosos eventos cívicos, culturales y festivos. Originalmente llamada Plaza 9 de Julio, fue el núcleo del pueblo desde sus inicios, albergando edificios públicos como la Municipalidad y la Policía. Con el tiempo, y tras la erección del monumento a Cristóbal Colón, adoptó su nombre actual.
El monumento a Colón fue impulsado en 1892 por las colectividades española e italiana locales, representadas por la Sociedad Española de Socorros Mutuos y la Sociedad Italiana, en el marco de los homenajes por el 4° Centenario del Descubrimiento de América. La piedra fundamental se colocó el 3 de agosto y el 12 de octubre se realizó una inauguración simbólica, ya que solo estaba terminado el basamento, obra de constructores italianos residentes. La estatua fue realizada en Buenos Aires por el escultor uruguayo José Raffo y colocada al año siguiente.
La plaza cuenta con senderos, bancos, farolas, una fuente central y sectores arbolados. En una de sus diagonales se encuentra el busto del Dr. Juan Gregorio Pujol, fundador del departamento y exgobernador de Corrientes. Como particularidad, a diferencia de muchas ciudades argentinas, la iglesia no está ubicada frente a la plaza principal.
Cruz de Hierro: Monumento de más de 8 metros de altura, erigido en homenaje a los soldados correntinos que perdieron la vida durante la Guerra de las Malvinas. Se ha convertido en un sitio de referencia para actos conmemorativos patrióticos.
Playas y balnearios: Las playas y balnearios de la ciudad se encuentran equipados con servicios para los visitantes, como sanitarios, duchas con agua caliente, parrillas, lavaderos, energía eléctrica, cantinas, personal de seguridad y vigilancia nocturna. Estos espacios están diseñados para ofrecer confort y seguridad a los turistas durante la temporada de verano.

## Geografía

### Clima
Su temperatura media anual es de 19,6 °C y su humedad relativa promedio anual es del 74 %.
| Parámetros climáticos promedio de Monte Caseros (1961–1990)             | Parámetros climáticos promedio de Monte Caseros (1961–1990) | Parámetros climáticos promedio de Monte Caseros (1961–1990) | Parámetros climáticos promedio de Monte Caseros (1961–1990) | Parámetros climáticos promedio de Monte Caseros (1961–1990) | Parámetros climáticos promedio de Monte Caseros (1961–1990) | Parámetros climáticos promedio de Monte Caseros (1961–1990) | Parámetros climáticos promedio de Monte Caseros (1961–1990) | Parámetros climáticos promedio de Monte Caseros (1961–1990) | Parámetros climáticos promedio de Monte Caseros (1961–1990) | Parámetros climáticos promedio de Monte Caseros (1961–1990) | Parámetros climáticos promedio de Monte Caseros (1961–1990) | Parámetros climáticos promedio de Monte Caseros (1961–1990) | Parámetros climáticos promedio de Monte Caseros (1961–1990) |
| Mes                                                                     | Ene.                                                        | Feb.                                                        | Mar.                                                        | Abr.                                                        | May.                                                        | Jun.                                                        | Jul.                                                        | Ago.                                                        | Sep.                                                        | Oct.                                                        | Nov.                                                        | Dic.                                                        | Anual                                                       |
| ----------------------------------------------------------------------- | ----------------------------------------------------------- | ----------------------------------------------------------- | ----------------------------------------------------------- | ----------------------------------------------------------- | ----------------------------------------------------------- | ----------------------------------------------------------- | ----------------------------------------------------------- | ----------------------------------------------------------- | ----------------------------------------------------------- | ----------------------------------------------------------- | ----------------------------------------------------------- | ----------------------------------------------------------- | ----------------------------------------------------------- |
| Temp. máx. abs. (°C)                                                    | 39.5                                                        | 39.3                                                        | 38.5                                                        | 39.1                                                        | 33.2                                                        | 29.1                                                        | 31.2                                                        | 34.3                                                        | 35.7                                                        | 36.1                                                        | 39.4                                                        | 39.9                                                        | 39.9                                                        |
| Temp. máx. media (°C)                                                   | 32.1                                                        | 30.9                                                        | 28.8                                                        | 25.2                                                        | 22.1                                                        | 18.7                                                        | 19.0                                                        | 20.5                                                        | 22.2                                                        | 25.3                                                        | 27.8                                                        | 30.9                                                        | 25.3                                                        |
| Temp. media (°C)                                                        | 26.0                                                        | 24.9                                                        | 22.9                                                        | 19.3                                                        | 16.3                                                        | 13.4                                                        | 13.4                                                        | 14.6                                                        | 16.4                                                        | 19.4                                                        | 22.0                                                        | 24.7                                                        | 19.4                                                        |
| Temp. mín. media (°C)                                                   | 20.2                                                        | 19.6                                                        | 17.4                                                        | 14.4                                                        | 11.6                                                        | 9.0                                                         | 9.0                                                         | 9.8                                                         | 11.2                                                        | 14.0                                                        | 16.3                                                        | 18.6                                                        | 14.3                                                        |
| Temp. mín. abs. (°C)                                                    | 10.8                                                        | 10.6                                                        | 6.9                                                         | 3.8                                                         | 0.0                                                         | -4.0                                                        | -3.0                                                        | 0.0                                                         | 0.0                                                         | 4.2                                                         | 7.5                                                         | 7.3                                                         | -4.0                                                        |
| Precipitación total (mm)                                                | 142.4                                                       | 160.1                                                       | 158.2                                                       | 137.5                                                       | 103.3                                                       | 71.6                                                        | 80.8                                                        | 69.0                                                        | 103.8                                                       | 140.3                                                       | 145.6                                                       | 129.8                                                       | 1442.4                                                      |
| Días de precipitaciones (≥ 0.1 mm)                                      | 8                                                           | 8                                                           | 9                                                           | 8                                                           | 7                                                           | 8                                                           | 8                                                           | 7                                                           | 8                                                           | 9                                                           | 8                                                           | 8                                                           | 96                                                          |
| Horas de sol                                                            | 282.1                                                       | 232.4                                                       | 235.6                                                       | 210.0                                                       | 195.3                                                       | 156.0                                                       | 167.4                                                       | 179.8                                                       | 189.0                                                       | 241.8                                                       | 261.0                                                       | 288.3                                                       | 2638.7                                                      |
| Humedad relativa (%)                                                    | 66                                                          | 71                                                          | 74                                                          | 77                                                          | 80                                                          | 81                                                          | 80                                                          | 76                                                          | 74                                                          | 71                                                          | 69                                                          | 65                                                          | 74                                                          |
| Fuente n.º 1: NOAA                                                      |                                                             |                                                             |                                                             |                                                             |                                                             |                                                             |                                                             |                                                             |                                                             |                                                             |                                                             |                                                             |                                                             |
| Fuente n.º 2: Servicio Meteorológico Nacional (días de precipitaciones) |                                                             |                                                             |                                                             |                                                             |                                                             |                                                             |                                                             |                                                             |                                                             |                                                             |                                                             |                                                             |                                                             |

### Sismicidad
La región responde a las subfallas « del Río Paraná», y « del Río Uruguay», con sismicidad baja. Su última expresión se produjo con el sismo de 1948, con una magnitud aproximadamente de 5,0 en la escala de Richter.

### Población
Cuenta con 23 470 habitantes (Indec, 2010), lo que representa un incremento del 33,8% frente al del censo anterior. 

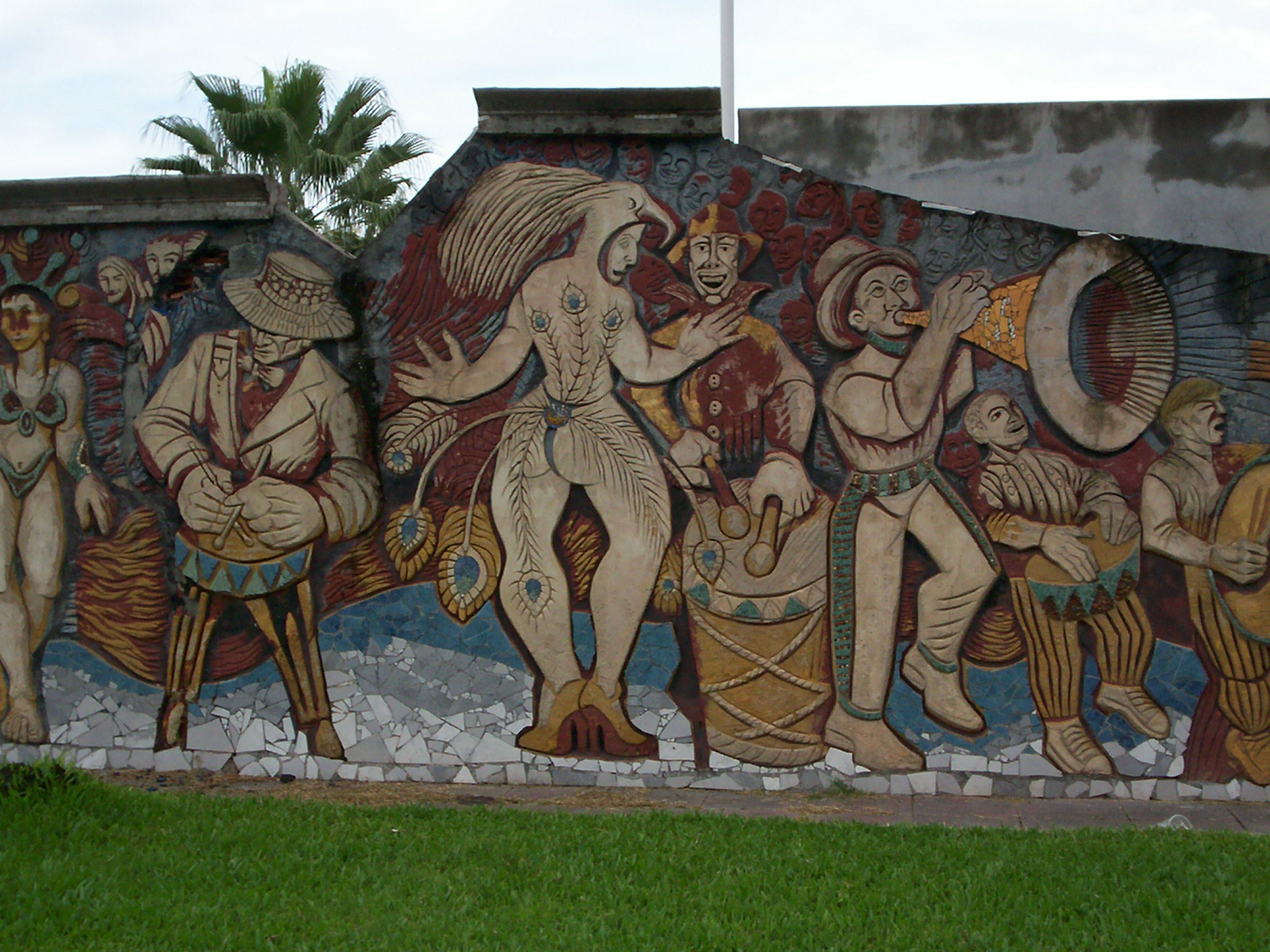
Mural alusivo a los Carnavales de Monte Caseros.

## Fiestas Populares

### Carnavales de Monte Caseros
Monte Caseros, al igual que otras ciudades de la Provincia de Corrientes, se destaca por sus carnavales y es llamada "Capital del Carnaval Artesanal". En sus inicios esta celebración se practicaba en Clubes de la localidad, luego en la avenida principal Alvear (actual Avenida Eva Duarte de Perón), luego en la calle Juan Pujol y actualmente en el Corsódromo "Pasos de los Higos", capaz de albergar 25.000 personas. Cuenta con 7 comparsas (Comparsa Orfeo,  Carun Bera,  Juventud, Ilusiones, Unasam,  y las comparsas infantiles Carunberacito, Orfeito y Grupo Alegría). El carnaval montecasereño está dentro de los carnavales más importantes del país. Su estilo y particularidad sirvió de inspiración para varias localidades que realizan festividades carnestolendas. Su influencia puede verse reflejada en diferentes comparsas correntinas de Mercedes, Curuzú Cuatiá, Goya, Esquina, Bella Vista, Ituzaingó y también en algunas entrerrianas como las de Chajarí, Concordia, Federación, Gualeguay, Victoria, entre otras. En el año 1994 la comparsa Carun Berá celebra sus 20 años (la más joven en ese entonces entre Orfeo y Shangay). Logra consagrarse campeona en los carnavales montecasereños y es invitada a desfilar en los corsos de Corrientes Capital. La ciudad capitalina organiza la Fiesta Nacional de Carnaval, en un proceso de hacer renacer la fiesta de Momo dado que desde hace varios años estaba en decadencia. Por tal motivo invita a varias comparsas del interior de la provincia a participar por el campeonato donde se elegiría a la mejor comparsa. En dicho evento Comparsa Carun Berá logra alzarse con el premio a la mejor comparsa correntina y Campeona Nacional, obteniendo a su vez para Monte Caseros el título de "Capital Nacional del Carnaval Artesanal", título que lo conserva con orgullo hasta el día de hoy. En el año 2019 se daría otro hito de gran trascendencia en el carnaval montecasereño, una vez más de la mano de Comparsa Carun Berá, debido a que en el Carnaval de Las Palmas, en las Islas Gran Canaria, España, durante la realización de la Gala de Elección de Reina, la postulante Judith Rodríguez Guzmán portó un traje diseñado por José Luis Tadeo López, llamado "Fantasía: Salvemos el planeta, Diosa de Carun Berá", inspirado en el samba enredo 2019 "La Tierra sin mal" y que dicho samba sonó durante el desfile y presentación de la candidata. Por primera vez en la historia se da un hecho de este tipo. En otras ocasiones Carun Berá se hizo presente en el carnaval de Niza, Francia con la presentación de su soberana Silvia Chervo. Estuvo presente además, en una exposición de trajes en Cuba y en varias ocasiones visitó el sur de Chile llevando de este modo el carnaval montecasereño a lugares inéditos. El carnaval montecasereño se vio interrumpido durante 2 años como consecuencia de la pandemia Covid-19. En el año 2023 regresa la fiesta popular más importante de la ciudad contando con la presencia de las comparsas locales infantiles Carunberacito, Orfeito y Grupo Alegría; las mayores Carun Berá y Orfeo (Categoría A) y Unasam e Ilusiones (Categoría B). Contó con la presencia de una delegación de Ará Berá y Samba Total (Corrientes Capital) y bandas musicales (Grupo Karicia, Román y el Original). Como resultado, Comparsa Carun Berá logra coronarse un año más como la Campeona del Carnaval 2023. En el año 2024, Carun Berá celebras sus 50 años y una vez más logra alzarse con el título de Campeona del Carnaval.

### Fiesta de Doma y Tradición
En noviembre, durante dos noches se dan cita las delegaciones de todos los departamentos de la provincia de Corrientes, del norte de Entre Ríos, de Brasil y Uruguay, para seleccionar a quienes representarán a la provincia en la fiesta mayor: Jesús María. El escenario “Serafín Altamirano” se viste de fiesta y recibe a las mejores voces locales que rinden homenaje al Chamamé. Invitados de lujo, que se renuevan año a año, y payadores de renombre acompañan el espectáculo brindando una actuación de gran nivel.

## Vías de comunicación

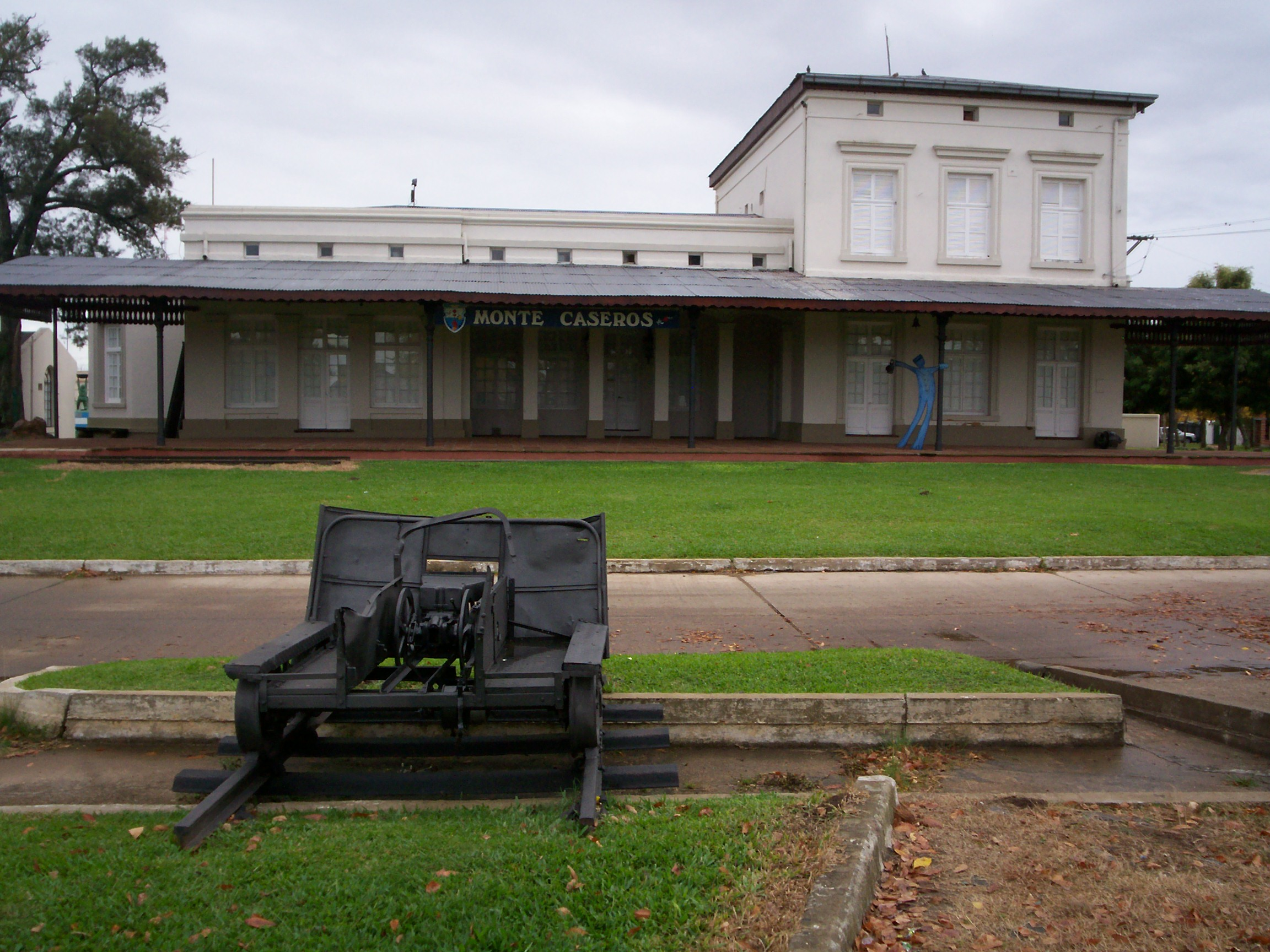
Estación Monte Caseros Este, ferrocarril Urquiza.

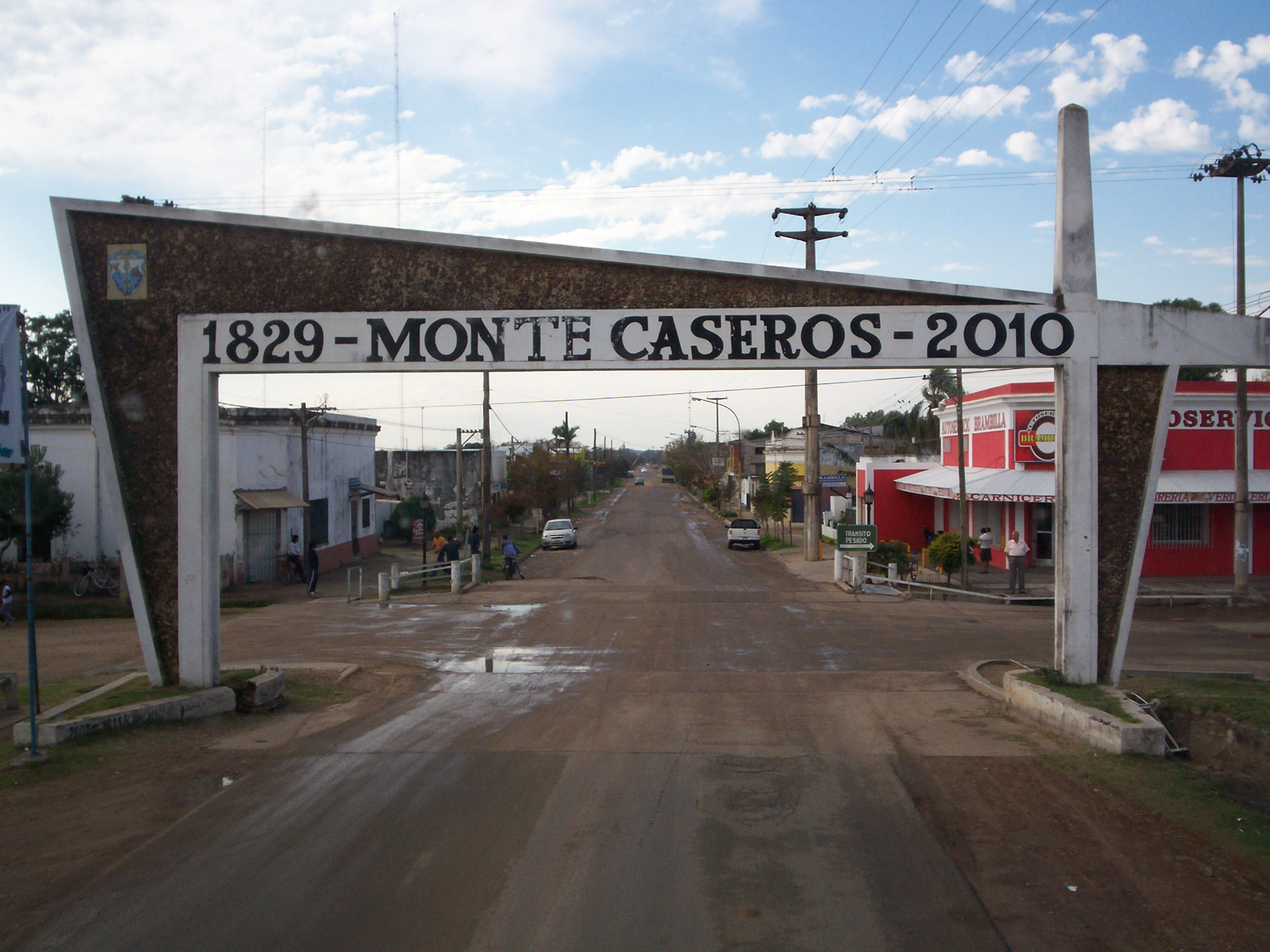
Acceso a Monte Caseros por la Ruta Provincial 129.

### Terrestre
Monte Caseros está ubicado al sureste de Corrientes, sobre el eje de la Ruta Nacional 14. Tomando la Ruta Provincial 129 al este, el cruce está a 30 kilómetros de la ciudad.
Desde Entre Ríos por la Ruta Nacional 127, hay que tomar el cruce con la ruta 14, hasta la intersección con la Ruta Provincial 129. Seguirá hacia el este por la 129, hasta llegar a la ciudad de Monte Caseros.
Actualmente se discute y planifica la creación de un puente sobre el río Uruguay uniendo a las ciudades de Bella Unión y Monte Caseros.
| Distancias aproximadas a Monte Caseros: |        |
| --------------------------------------- | ------ |
| Mocoretá (Corrientes)                   | 73 km  |
| Curuzú Cuatiá (Corrientes)              | 91 km  |
| Chajarí (Entre Ríos)                    | 91 km  |
| Paso de los Libres (Corrientes)         | 116 km |
| Uruguayana (Brasil)                     | 118 km |
| Federación (Entre Ríos)                 | 137 km |
| Concordia (Entre Ríos)                  | 165 km |
| Mercedes (Corrientes)                   | 165 km |
| Bella Unión (Uruguay)                   | 201 km |
| Gualeguaychú (Entre Ríos)               | 357 km |
| Paraná (Entre Ríos)                     | 385 km |
| Corrientes                              | 402 km |
| Santa Fe (Santa Fe)                     | 417 km |
| Posadas (Misiones)                      | 444 km |
| Rosario (Santa Fe)                      | 514 km |
| Buenos Aires (Buenos Aires)             | 579 km |
| Montevideo (Uruguay)                    | 667 km |
| Puerto Iguazú (Misiones)                | 721 km |
| Porto Alegre (Brasil)                   | 748 km |
| Torres (Brasil)                         | 931 km |
| Córdoba (Córdoba)                       | 945 km |

### Ferroviarias
Monte Caseros cuenta con una estación ferroviaria, ubicada en la Provincia de Corrientes, a 400 km de la ciudad capital Corrientes. Es una estación del servicio del "Gran Capitán" que recorrió hasta 2011, el trayecto desde la Estación Federico Lacroze en Buenos Aires con Posadas. Además circulan formaciones de carga por parte de la empresa estatal Trenes Argentinos Cargas.

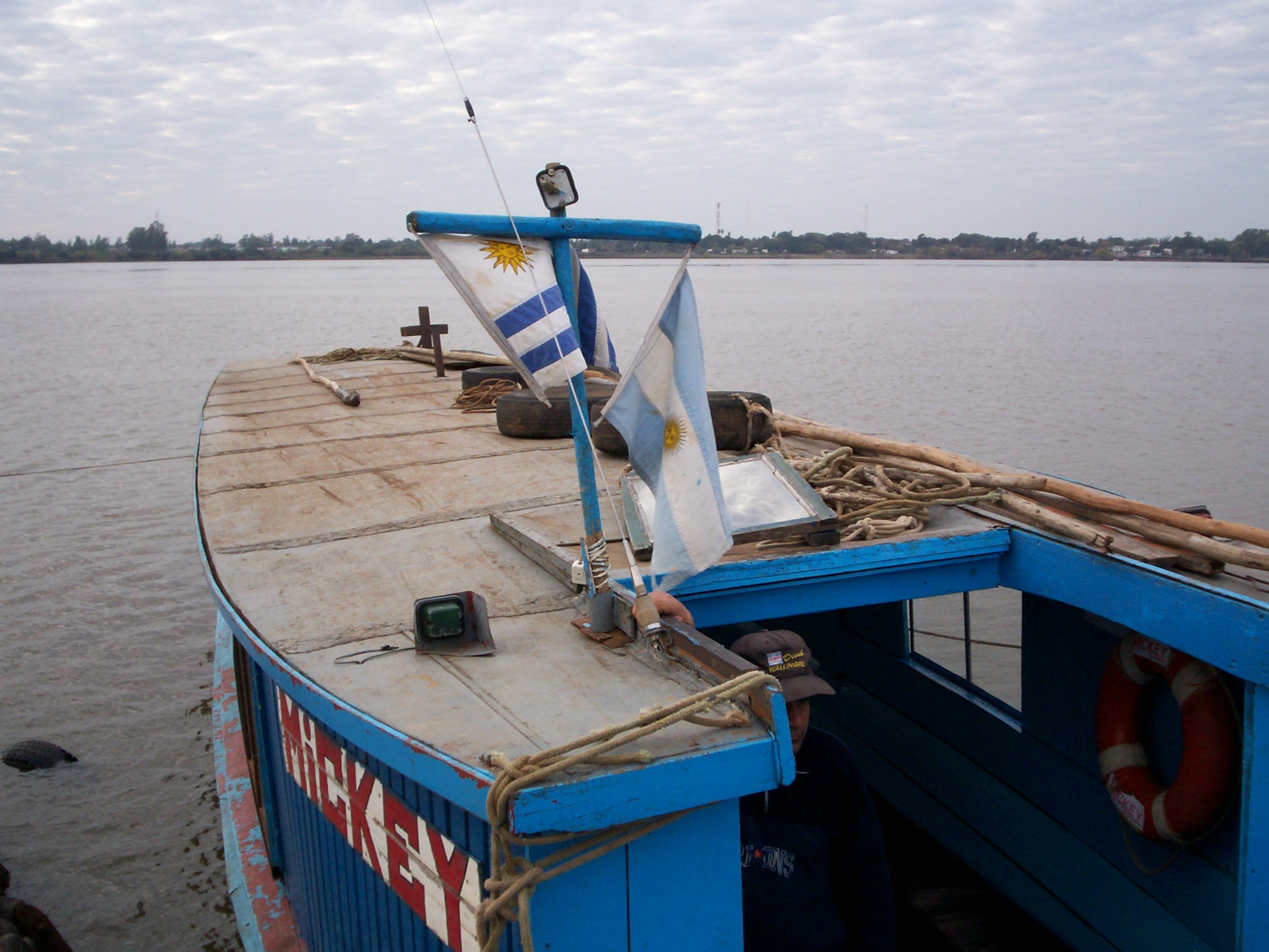
Servicio internacional de lanchas que conecta Monte Caseros (Argentina) con Bella Unión (Uruguay).

### Aéreas
Monte Caseros, cuenta con un Aeropuerto (IAT: MCS -OACI: SARM) es un aeropuerto argentino que da servicio a la ciudad de Monte Caseros, Corrientes. Antes era utilizado por aviones de Aerolíneas Argentinas.

### Fluviales
Monte Caseros, cuenta con un pequeño puerto, hay una embarcación que pasa a Bella Unión, (ciudad del departamento de Artigas, Uruguay) dos veces al día.

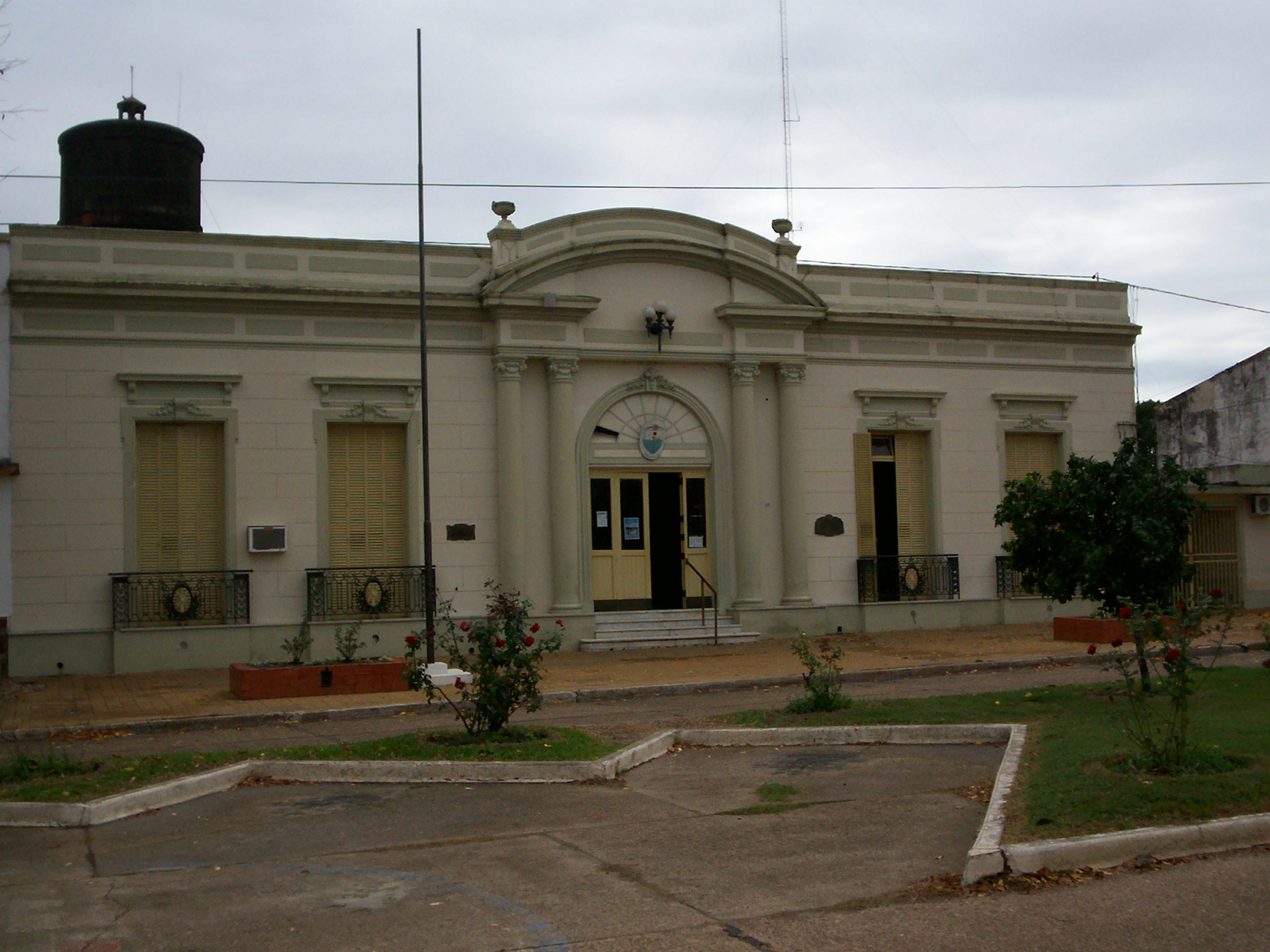
Edificio de la Municipalidad de Monte Caseros.

## Organización política
El Poder Ejecutivo de la Ciudad está compuesto por el Intendente, que es elegido mediante el voto de los ciudadanos locales para ejercer el cargo durante cuatro años. Su reemplazante natural es el Viceintendente.
El Intendente es Juan Carlos Álvarez desde el 10 de diciembre de 2021 quien obtuvo el cargo luego de ganar las elecciones del 29 de agosto de 2021. El Viceintendente es Sergio Antonio Paniagua.

### Concejo Deliberante
El Poder Legislativo está formado por el Concejo Deliberante de la Ciudad de Monte Caseros, integrada por trece concejales. Cada concejal dura cuatro años en sus funciones, y el Concejo se renueva por mitades cada dos años mediante el voto directo no acumulativo con base en la Ley o al Sistema D'Hondt.

## Servicios públicos

### Agua
El servicio de agua corriente y cloacas es administrado por Aguas de Corrientes S.A.

### Electricidad
El servicio eléctrico se encuentra a cargo de la empresa distribuidora Dirección Provincial de Energía de Corrientes (DPEC).

### Telefonía
El servicio de telefonía pública lo brinda Telecom de Argentina.
La telefonía celular es brindada por 3 empresas: Movistar, Personal, Claro.

### Bancos
Monte Caseros, posee tres entidades bancarias: Banco de Corrientes, Nuevo Banco de Entre Ríos y Banco de la Nación Argentina. Tiene cajeros automáticos Link, pero no posee red de cajeros Banelco.

### Salud
Tiene el Hospital público Samuel W. Robinson, además cuenta con salas de primeras urgencias distribuidas en diferentes barrios. A su vez se le suman las tres clínicas privadas y centros de primeros auxilios.

### Educación

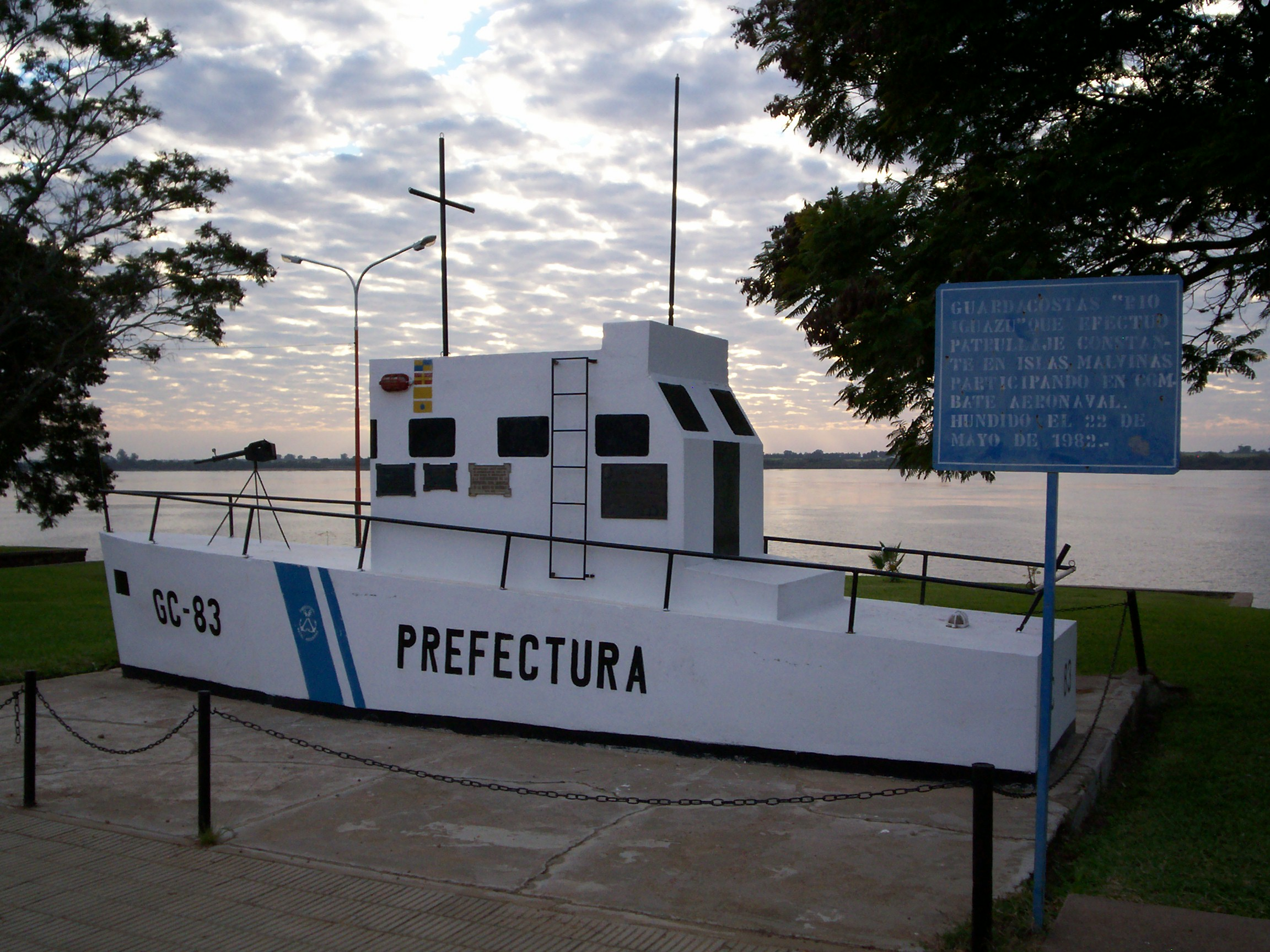
Monumento de la Prefectura Naval Argentina en homenaje al guardacostas "Río Iguazú", hundido durante la guerra de las Malvinas (Monte Caseros).

Monte Caseros cuenta con los siguientes establecimientos educativos: Escuelas Primarias, Escuelas Secundarias de todos la modalidades (Bachiller, Perito Mercantil, Agraria, Técnica), también cuenta con dos establecimientos de nivel terciario ISFD Dr. Ramón J. Cárcano con carreras de Profesorado de educación secundaria en: Informática, Física, Biología, Química, Educación Inicial. Tecnicaturas en: Infraestructura informática, Turismo, Bibliotecología y Comunicación Social y Instituto Superior del Profesorado I-28 Pbro. Dr. Alfredo Meyer con carreras de Profesorado de educación secundaria en: Matemática, Lengua y Literatura, Historia, Educación Física y Educación Especial con Orientación en Discapacidad Intelectual. Asimismo posee multiplicidad de extensiones universitarias con carreras de: Abogacía, Martillero Público, Medicina, Odontología, etc.

### Seguridad
Es un pueblo tranquilo, tiene una Alcaldía y una comisaría. Además tiene personal de distintas fuerzas como lo son de la Gendarmería, Prefectura, Policía Federal, Fuerza Armadas.

## Medios de comunicación
- Canal 5 Monte Caseros[8] su programa más importante es el informativo televisivo Noticias C5. Información confiable para toda la zona, con un equipo que trabaja para presentar a los televidentes un trabajo atractivo y serio. En los horarios donde no se transmite el programa se conecta y transmite la señal C5N, es un canal reciente, que crece en audiencia, es importante junto al Canal 2.
- Monte Caseros Online[9] Periódico local - Noticias, información y entrevistas de la ciudad de Monte Caseros
- Radio blog FM[10] Único medio de música electrónica, basado con programas de dj's reconocidos en Argentina y en el mundo es una de las primeras radios en línea en la ciudad, Ahora con su cambio de producción se destaca en programas para adolescentes y con variedad musical, la productora del grupo 107 Media Network se basó 2 años en sonic.fm, Radio blog FM Archivado el 9 de julio de 2021 en Wayback Machine. con más de 7 años en línea. La Rockola HD es la siguiente radio en línea en la ciudad de tucorrientes.com Monte Caseros Una radio para estudiantes que lleva 4 años en línea.

## Deportes
- Estadio de baloncesto y hockey.
- Tiene tres canchas de fútbol. Se destacan los clubes San Lorenzo, Samuel W. Robinson, Florida, entre otros.
- Autódromo: pista ovalada donde compiten diferentes coches de carreras.
- Hipódromo de Monte Caseros.
- Club Regatas Casereño, fundado en 1918, tiene canchas de tenis, pádel, básquet, además cuenta con escuela de remo, y de rugby.

## Guarnición
| Unidades de la Guar Ej Monte Caseros                         | Abreviatura             |
| ------------------------------------------------------------ | ----------------------- |
| Destacamento Adelantado Monte Caseros «Duque de Caxias»      | Dest Adel Monte Caseros |
| Regimiento de Infantería Mecanizado 4 «Coronel Manuel Fraga» | RI Mec 4                |
| Establecimiento «General Ávalos»                             | CIGA                    |

## Culto
Parroquias de la Iglesia Católica
| Diócesis  | Goya                       |                                     |
| --------- | -------------------------- | ----------------------------------- |
| Parroquia | Nuestra Señora del Rosario | Cuasiparroquias\| San Ramón Nonato. |

Además, hay presencia de numerosas congregaciones protestantes en sus múltiples vertientes.